# شريعت أباد (صحرا بردسكن)
شریعت أباد (بالفارسية: شریعت‌آباد) هي قرية تقع في إيران في قسم صحرا الريفي. يقدر عدد سكانها بـ 82 نسمة .